# Bộ Cá gai
Gasterosteiformes /ɡæstɪˈrɒstiːɪfɔːrmiːz/ một bộ Cá vây tia bao gồm cá gai và họ hàng của nó.
Tên "Gasterosteiformes" có nghĩa là "xương bụng". Nó có nguồn gốc từ tiếng Hy Lạp cổ đại Gaster (γαστήρ: "dạ dày", "bụng") + ostoun (ὀστοῦν: "xương"). Kết thúc bằng hậu tố "-formes" nghĩa là hình dạng.

## Phân loại
Trước đây, bộ này bao gồm các phân bộ Gasterosteoidei và Syngnathoidei. Tuy nhiên, các nghiên cứu phát sinh chủng loài năm 2008 và 2014 cho thấy bộ Gasterosteiformes là đa ngành và Syngnathoidei cùng Dactylopteroidei tạo thành một nhóm đơn ngành, mối quan hệ chị-em của Gasterosteoidei (trừ họ Indostomidae) với Zoarcoidei được xác nhận, trong khi họ Indostomidae lồng sâu trong bộ Synbranchiformes.
Trong các phân loại mới hơn, bộ Syngnathiformes truyền thống được phục hồi.
Fish Base phiên bản 2013 cho rằng bộ này chứa các họ sau:
- Aulorhynchidae
- Gasterosteidae
- Hypoptychidae
- Indostomidae
- Pegasidae

Nghiên cứu của Betancur và ctv (2013) đã không giữ bộ này mà chia các họ còn lại vào ba bộ sau:
- Ba họ Aulorhynchidae, Gasterosteidae và Hypoptychidae sang cận bộ Gasterosteales của phân bộ Cottioidei trong bộ Perciformes, có quan hệ gần với cận bộ Zoarcales (= Zoarcoidei theo định nghĩa cũ).
- Họ Indostomidae sang phân bộ Indostomoidei trong bộ Synbranchiformes.
- Họ Pegasidae sang phân bộ Callionymoidei trong bộ Syngnathiformes.